# The 27s: The Greatest Myth of Rock & Roll
The 27s: The Greatest Myth of Rock & Roll is een boek van schrijver Eric Segalstad met illustraties van Josh Hunter. Het werd gepubliceerd op 27 oktober 2008 door Samadhi Creations. Segalstad beschrijft hierin het fenomeen van beroemde muzikanten die op zevenentwintigjarige leeftijd - veelal onder verdachte omstandigheden - overlijden.
De volgende muzikanten komen in het boek voor: Alexandre Levy, Louis Chauvin, Robert Johnson, Nat Jaffe, Jesse Belvin, Rudy Lewis (van The Drifters), Malcolm Hale (van Spanky and Our Gang), Brian Jones (van The Rolling Stones), Alan Wilson (van Canned Heat), Jimi Hendrix, Janis Joplin, Arlester "Dyke" Christian (van Dyke and the Blazers), Jim Morrison (van The Doors), Ron "Pigpen" McKernan (van Grateful Dead), Roger Lee Durham (van Bloodstone), Wallace Yohn (van Chase), David Alexander (van The Stooges), Pete Ham (van Badfinger), Gary Thain (van Keef Hartley Band en Uriah Heep), Helmut Köllen (van Triumvirat), Chris Bell (van Big Star), D. Boon (van The Minutemen), Pete de Freitas (van Echo & the Bunnymen), Mia Zapata (van The Gits), Kurt Cobain (van Nirvana), Kristen Pfaff (van Janitor Joe en Hole), Richey James Edwards (van Manic Street Preachers), Fat Pat, Freaky Tah (van Lost Boyz), Sean McCabe (van Ink & Dagger), Maria Serrano Serrano (van Passion Fruit), Jeremy Michael Ward (van De Facto en The Mars Volta) en Bryan Ottoson (van American Head Charge).